# Ordinariato militare in Uganda
L'ordinariato militare in Uganda è un ordinariato militare della Chiesa cattolica per l'Uganda. La sede è vacante.

## Storia
Il vicariato castrense in Uganda fu eretto il 20 gennaio 1964.
Il 21 aprile 1986 il vicariato castrense è stato elevato ad ordinariato militare con la bolla Spirituali militum curae di papa Giovanni Paolo II.

## Cronotassi dei vescovi
Si omettono i periodi di sede vacante non superiori ai 2 anni o non storicamente accertati.
- Cipriano Biyehima Kihangire † (20 gennaio 1964 - 5 gennaio 1985 dimesso)
- James Odongo † (5 gennaio 1985 - 4 dicembre 2020 deceduto) (direttore castrense[1])
  - Sede vacante (dal 2020)